# جاك فالنتي
جاك فالنتي (بالإنجليزية: Jack Valenti)‏ (و. 1921 – 2007 م) هو موظف مدني من الولايات المتحدة الأمريكية . ولد في هيوستن، تكساس .
توفي في واشنطن العاصمة .بسبب سكتة دماغية .

## التعليم
تعلم في جامعة هيوستن، وجامعة هارفارد، وكلية هارفرد للأعمال.

## روابط خارجية
- جاك فالنتي على موقع IMDb (الإنجليزية)
- جاك فالنتي على موقع مونزينجر (الألمانية)
- جاك فالنتي على موقع إن إن دي بي (الإنجليزية)
- جاك فالنتي على موقع قاعدة بيانات الفيلم (الإنجليزية)